# 大屯溪
大屯溪，位於台灣北部之縣市管河川，幹流長度14.50公里，流域面積15.68平方公里，分佈於新北市淡水區、三芝區。主流發源於三芝區店子里、圓山里交界的小觀音山火山口谷底，先向西北流經芊尾崙、三板橋、楓子林後，進入淡水區境，經溪底、崙頂、草埔尾、北勢子、中和、小中寮、番社前後轉向西流，再經荖花埕、石頭厝，最終於溪口附近注入台灣海峽。